# Операція 90

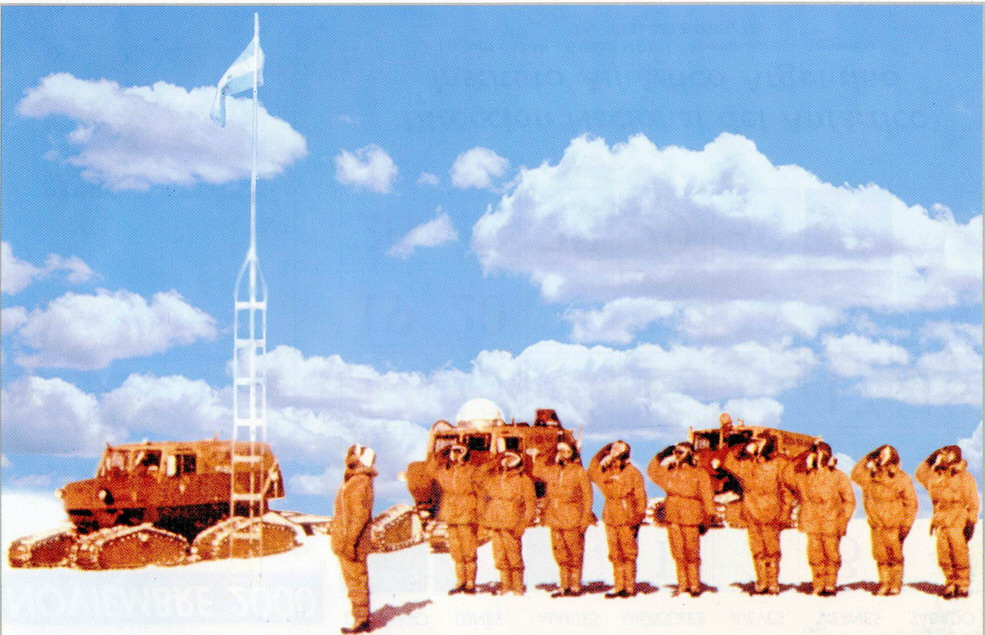
Солдати салютують прапору на Південному полюсі.

Операція 90 (ісп. Operación 90) — перша аргентинська наземна експедиція до Південного полюсу, яка була здійснена в 1965 році десятьма солдатами аргентинської армії під командуванням полковника Хорхе Едгарда Леаля. Операція була проведена для демонстрації претензій Аргентини на частину Антарктиди, а також з наукових причин та для вдосконалення методів полярної розвідки. Метою операції було досягнення 90 градусів південної широти(географічний Південний полюс).
26 жовтня 1965 року команда Леаля виїхала на шістьох снігових машинах з військової бази імені генерала армії Бельграно. Основній групі передував розвідницький чотиримісний патруль на санях, який тягнули 18 собак. 10 грудня Леаль та його люди дійшли до географічного Південного полюса. Потім вони повернулися до бази Бельграно, куди дійшли 31 грудня. Загалом місія тривала 66 днів.
Операція проводилася таємно, щоб не привернути зайвої уваги наддержав того часу, США та Радянського Союзу. Основна мета експедиції полягала у демонстративному заявленні прав Аргентини на розширення її сухопутних земель, яка (з майже всією Західною півкулею, включаючи США та Канаду) була оголошена, папою Олександром VI, іспанською в 1493 році в Тордесільяському договорі.
Леаль та його команда майже одразу після прибуття на Південний полюс неочікувано зустрілися з американським оператором радіолокаційної станції Амундсен-Скотт, який запитав їх, хто вони і що вони тут роблять. Після того, як Леаль пояснив, що вони не з Радянського союзу, групу запросили пообідати на американській базі, де аргентинці отримали першу нормальну їжу за останні кілька тижнів (за пізнішими словами Леаля).